# Sprintteam Wetzlar
Das Sprintteam Wetzlar e.V. (Eigenschreibweise SprintTEAM Wetzlar) ist ein deutscher Sportverein, der die Sportart Leichtathletik anbietet.

## Geschichte
Der Verein wurde im November 2016 gegründet. Der Verein konzentriert sich auf den Leistungssport in den Disziplinen Sprint und Hürdenlauf.

## Erfolge

### Olympiateilnehmer
- Rebekka Haase 2020 (2021) und 2024, als sie die Bronzemedaille mit der 4-mal-100-Meter-Staffel erlief
- Kevin Kranz 2024
- Lisa Mayer 2024, als sie die Bronzemedaille mit der 4-mal-100-Meter-Staffel erlief

### Weltmeisterschaften
Rebekka Haase gewann bei den Weltmeisterschaften 2022 Bronze mit der 4-mal-100-Meter-Staffel

### Europameisterschaften
Rebekka Haase und Lisa Mayer waren bei den Europameisterschaften 2022 Europameisterinnen mit der 4-mal-100-Meter-Staffel. Kevin Kranz lief bei den Europameisterschaften 2024 in der 4-mal-100-Meter-Staffel und gewann die Bronzemedaille.

### Deutsche Meistertitel
- 2018: 100 Meter Männer Kevin Kranz
- Halle 2019: 60 Meter Männer Kevin Kranz; 200 Meter Frauen Rebekka Haase
- 2019: 100 Meter Männer Michael Pohl
- Halle 2021: 60 Meter Männer Kevin Kranz
- 2022: 200 Meter Frauen Rebekka Haase
- Halle 2024: 60 Meter Männer Kevin Kranz; 60 Meter und 200 Meter Frauen Rebekka Haase